# Bettongia tropica
La bettongia settentrionale (Bettongia tropica Wakefield, 1967) è un piccolo marsupiale potoroide dall'areale ristretto ad alcune boscaglie miste di Eucalyptus e Allocasuarina confinanti con le foreste pluviali dell'estremità nord-orientale del Queensland (Australia).
Questa bettongia è un animale solitario e notturno. Trascorre il giorno in nidi ben nascosti sotto un albero e realizzati con ciuffi d'erba o con altri materiali raccolti a livello del suolo. I materiali vengono trasportati utilizzando la coda prensile. La dieta principale della bettongia settentrionale è costituita dagli sporocarpi dei funghi ectomicorrizali. Questi vengono cercati nel sottosuolo alla base degli alberi e alcuni studi suggeriscono che una buona parte delle ore notturne venga impiegata alla ricerca di questa rara fonte di cibo. Tuttavia la dieta comprende anche radici di erbe, tuberi, gigli e semi. Questa specie sembra riprodursi in ogni periodo dell'anno e, come avviene nei canguri, il piccolo viene trasportato nel marsupio fino a che non sarà grande abbastanza per seguire la madre come una «palla al piede».
La bettongia settentrionale è un animale minacciato e sopravvive solamente in tre regioni del Queensland (Australia), tutte distanti tra di loro meno di 128 chilometri. Al momento si stima che una delle popolazioni sia composta da appena 50 individui, e sono in corso sforzi per proteggere l'habitat questi animali da minacce come quelle costituite dai suini selvatici e dalle piante di lantana.